# الدوري البرازيلي الدرجة الثالثة 2010
الدوري البرازيلي الدرجة الثالثة 2010 هو الموسم 21 من الدوري البرازيلي الدرجة الثالثة. أقيم خلال الفترة 18 يوليو 2010 وحتى 20 نوفمبر 2010، وأشرف على تنظيمه اتحاد البرازيل لكرة القدم، وكان عدد الأندية المشاركة فيه 20، وفاز فيه نادي أيه بي سي.